# Horní Počaply
Horní Počaply là một làng thuộc huyện Mělník, vùng Středočeský, Cộng hòa Séc.